# Gruppo cosmonauti TsPK Donne
Il Gruppo cosmonauti  TsPK Donne è un gruppo di cosmonaute selezionato tra marzo e aprile 1962.

## Storia
È formato da cinque cosmonaute, tutte avevano esperienze di paracadutismo. L'addestramento di base si è svolto dal periodo di selezione fino a novembre dello stesso anno (tranne Kuznecova che ha completato l'addestramento a gennaio 1965 dopo un riesame). Kuznecova è tutt'oggi nel 2019 la persona più giovane di sempre ad essere selezionata per addestrarsi ad una missione spaziale. L'unica delle cinque cosmonaute ad essere partita per lo spazio è stata Tereškova.

## Cosmonaute
- Tat'jana Kuznecova[1]
- Valentina Ponomarëva[2]
- Irina Solov'ëva[3]
- Valentina Tereškova[4]

Vostok 6
- Žanna Ërkina[5]